# Yi Yi
Pour plus de détails, voir Fiche technique et Distribution.
Yi Yi (一 一, Yī yī) est un film taïwanais du réalisateur Edward Yang, sorti en 2000. Prix de la mise en scène lors du festival de Cannes 2000, il a rencontré un grand succès international et a été salué par la critique.

## Synopsis
L'histoire se déroule à Taipei, Taiwan, et envisage sous trois perspectives la vie de la famille Jiang : NJ, un ingénieur en informatique dans la quarantaine, Yang-Yang, son fils de 8 ans, et Ting-Ting, sa fille. Le film explore ainsi les différentes étapes de la vie de manière touchante et poignante. Les conflits émotionnels, la découverte du monde ou de l'amour sont ainsi mis en scène.

## Fiche technique
- Titre : Yi Yi (Et un, et deux)
- Titre original : 一 一, Yī yī
- Réalisation : Edward Yang
- Scénario et dialogues : Edward Yang
- Photographie : Yang Wei-han
- Son : Tu Du-che
- Décor : Peng Kaili
- Musique : Peng Kaili
- Montage : Chen Bo-wen
- Production : Shinya Kawai et Naoko Tsukeda
- Société de production : Atom Films, Nemuru Otoko Seisaku Iinkai, Omega Project, Pony Canyon
- Pays d'origine :  Taïwan /  Japon
- Format : Couleurs - 1,85:1 - son Dolby - 35 mm
- Durée : 173 minutes - (Longueur de film : 4876 m en  Espagne)
- Genre : Drame
- Date de sortie :
  - France : 15 mai 2000 (festival de Cannes) ; 20 septembre 2000 (sortie nationale)
  - Japon : 16 décembre 2000
  - Taïwan : 28 juillet 2017
  - Canada : 13 septembre 2000 (festival international du film de Toronto)

## Distribution
- Wu Nien-jen : N.J. Jiang
- Elaine Jin : Min-Min
- Issei Ogata : Ota
- Kelly Lee : Ting-Ting Jiang
- Jonathan Chang : Yang-Yang Jiang
- Su-Yun Ko : Sherry Chang-Breitner
- Hsi-Sheng Chen : Ah-Di
- Pang Chang Yu : Fatty
- Shu-shen Hsiao : Hsiao Yen
- Adriene Lin : Li-Li
- Ru-Yun Tang : la belle-mère de N.J. (Grand-Mère)
- Shu-Yuan Hsu : Madame Jiang
- Hsin-Yi Tseng : Yun-Yun
- Chuan-cheng Tao : Dada
- Meng-chin 'Adriene' Lin : Lili
- Yung-Feng Lee : Migo
- Shi-hui Chin : Nancy
- Kuo-Chih Shu : Shu Ge
- Tang Congsheng : en chemise bleue
- Yue-Lin Ko (Lauwrence Ko) : le soldat (Ke Yulun)
- Kai-Li Peng : la violoncelliste dans la scène de concert (non crédité)
- Edward Yang : le pianiste dans la scène de concert (non crédité)
- Yiwen Chen
- An-an Hsu
- Jie Wu

## Sortie

### Accueil critique
En 2002, la revue britannique Sight and Sound classe Yi Yi parmi les dix meilleurs films de ces vingt-cinq dernières années, aux côtés d’Apocalypse Now, Raging Bull, Blade Runner ou encore Les Affranchis (Goodfellas).
En France, le site Allociné donne une moyenne de 4,8⁄5, d'après l'interprétation de 29 critiques de presse.

### Restauration
Le long métrage est restauré en 4K pour ses 25 ans, et ressort en salle française en 2025, distribué par Carlotta Films.

## Distinctions

### Récompenses
- Festival de Cannes 2000 : Prix de la mise en scène
- Festival international du film de Vancouver 2000 : Chief Dan George Humanitarian Award
- Prix de la critique 2000 : Prix Léon-Moussinac du meilleur film étranger
- Festival international du film de Karlovy Vary 2000 : Netpac Award
- Los Angeles Film Critics Association 2000 : meilleur film étranger
- New York Film Critics Circle 2000 : meilleur film en langue étrangère
- Festival du film de Sarajevo 2000 : Panorama Jury Prize
- Village Voice Film Poll 2000 : meilleur réalisateur
- Festival international du film de Fribourg 2001 : Regard d'or
- National Society of Film Critics 2001 : meilleur film
- Chinese Film Media Awards (en) : meilleur film, meilleur film et réalisateur Hong-Kong/Taïwan

### Nominations
- Festival de Cannes 2000 : Palme d'or
- Boston Society of Film Critics 2000 : meilleur film, meilleur réalisateur et meilleur film en langue étrangère
- European Film Awards 2000 : Prix international du cinéma
- Village Voice Film Poll 2000 : 2e meilleur film
- Cérémonie des César 2001 : César du meilleur film étranger
- Chicago Film Critics Association 2001 : meilleur film en langue étrangère
- National Society of Film Critics 2001 : meilleur réalisateur
- Union de la critique de cinéma 2002 : Grand Prix
- Hong Kong Film Awards 2002 : meilleur film
- Village Voice Film Poll 2009 : 4e meilleur film de la décennie
- Los Angeles Film Critics Association 2010 : 6e film de la décennie